# Nokhţalū
Nokhţalū (persiska: نخطلو, Nokhtālū) är en ort i Iran.   Den ligger i provinsen Västazarbaijan, i den nordvästra delen av landet, 400 km väster om huvudstaden Teheran. Nokhţalū ligger 1 888 meter över havet och antalet invånare är 189.
Terrängen runt Nokhţalū är kuperad.Runt Nokhţalū är det ganska glesbefolkat, med 47 invånare per kvadratkilometer. Närmaste större samhälle är Z̧āher Kandī, 19,2 km söder om Nokhţalū. Trakten runt Nokhţalū består i huvudsak av gräsmarker.